# Mahallat (Verwaltungsbezirk)
Mahallat (persisch شهرستان محلات) ist ein Schahrestan in der Provinz Markazi im Iran. Er enthält die Stadt Mahallat, welche die Hauptstadt des Verwaltungsbezirks ist. 

## Kreise
- Zentrum

## Demografie
Bei der Volkszählung 2016 betrug die Einwohnerzahl des Schahrestan 55.342. Die Alphabetisierung lag bei 89 Prozent der Bevölkerung. Knapp 92 Prozent der Bevölkerung lebten in urbanen Regionen.
| Zensusjahr | Einwohnerzahl |
| ---------- | ------------- |
| 2011       | 53.381        |
| 2016       | 55.342        |